# Terenten
Terenten ([ˈterɛntn̩]; italienisch Terento) ist eine auf einem Hochplateau über dem Pustertal gelegene  Gemeinde mit 1800 Einwohnern (Stand 31. Dezember 2023) in Südtirol in Italien.

## Geografie

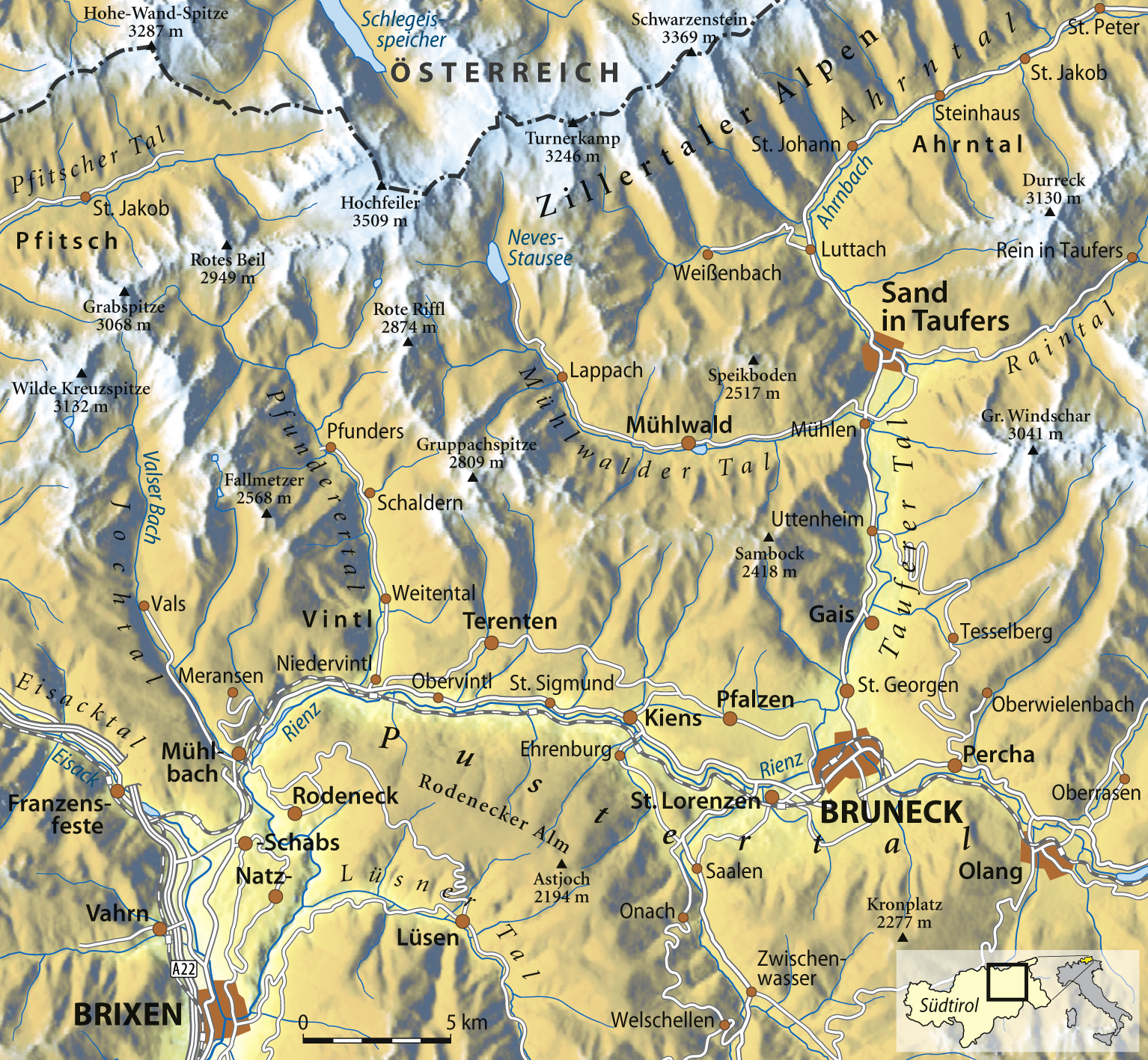
Die Lage von Terenten im unteren Pustertal

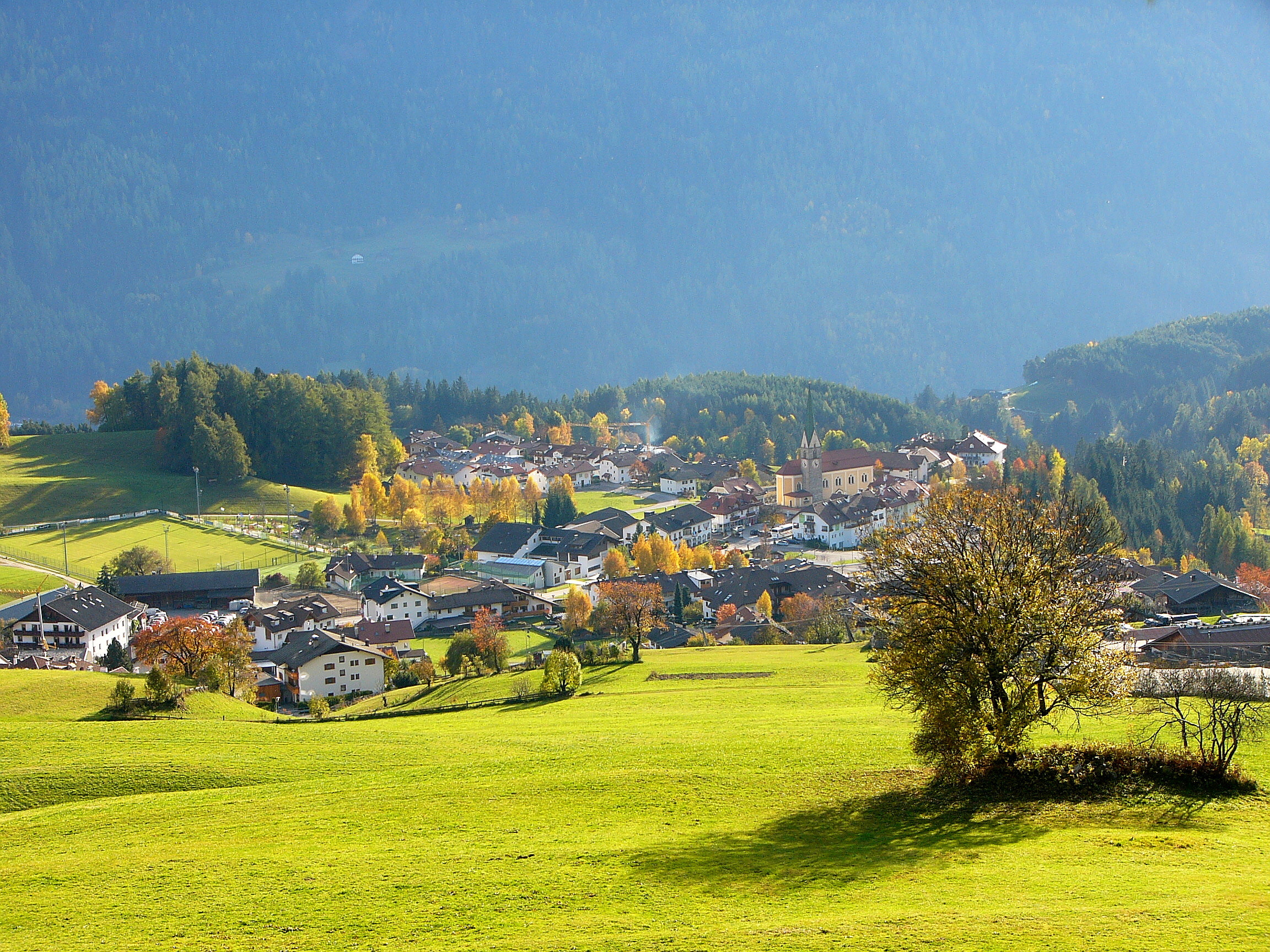
Blick auf den Ortskern von Terenten

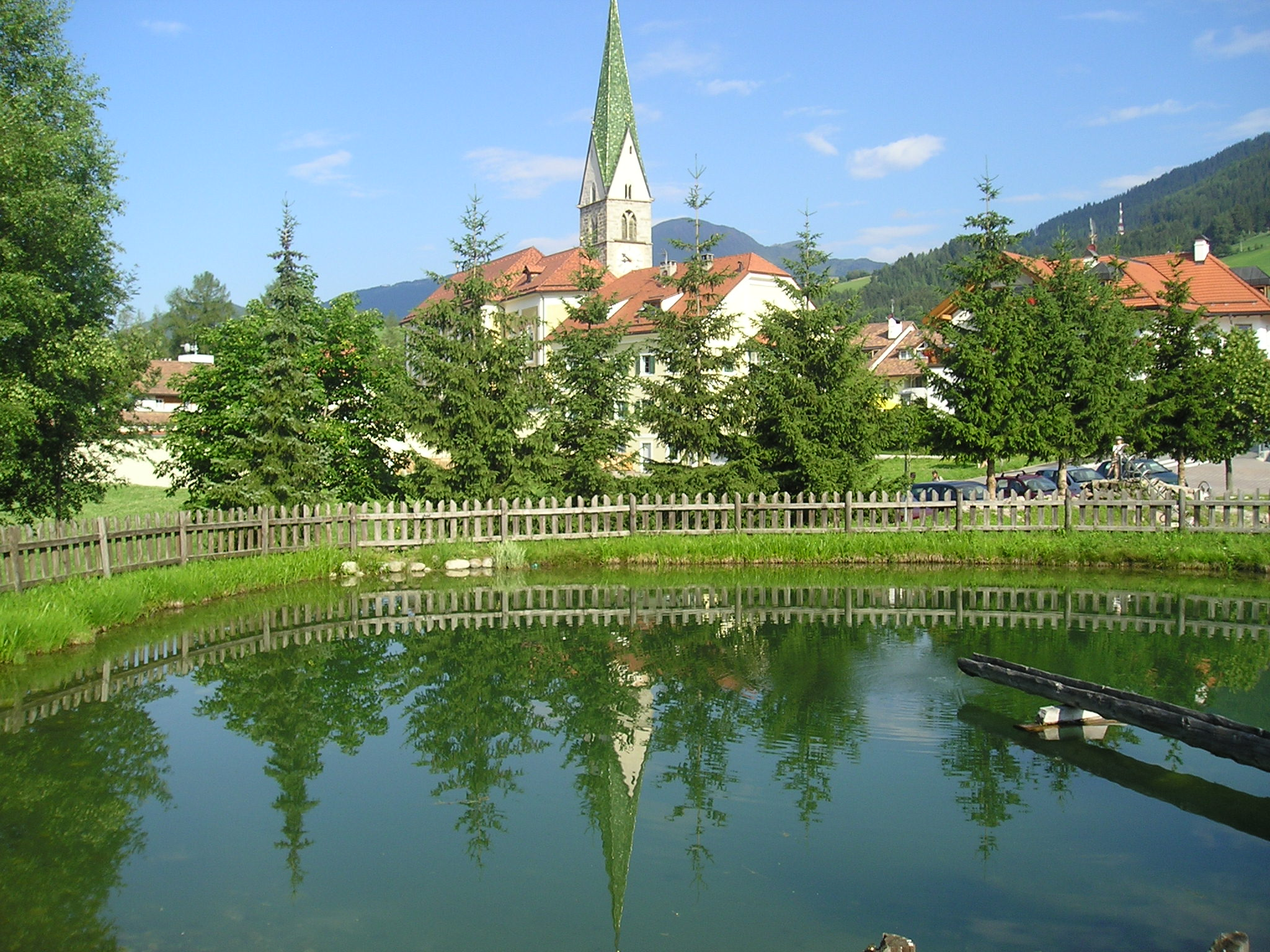
Dorfzentrum von Terenten

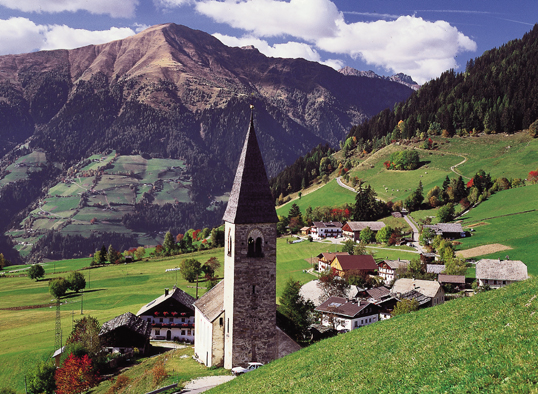
Blick auf den Weiler Margen

Die Gemeinde Terenten, insgesamt 42,52 km² groß, befindet sich im unteren Pustertal in Südtirol, etwa auf halbem Weg zwischen den Städten Bruneck und Brixen. Das Gemeindegebiet umfasst eine Mittelgebirgsterrasse auf der Sonnenseite des in Ost-West-Richtung verlaufenden Pustertals sowie die sich nördlich dahinter erhebenden Berge. Das Gemeindezentrum Terenten (1160–1270 m s.l.m.), die Fraktion Pichlern etwas östlich davon sowie zahlreiche weitere Weiler (darunter Pein, Margen, Hohenbühl, Holderloch, Talson, Sonnberg, Ast, Schneeberg und Lehen) liegen allesamt auf der Siedlungsterrasse verstreut. Im Süden bildet die Geländestufe, die zum Pusterer Talboden bei Obervintl und St. Sigmund abfällt, die Gemeindegrenze zu Vintl und Kiens. Im Westen endet Terenten über dem Eingang des zu Vintl gehörenden Pfunderer Tals, im Osten nahe der zu Kiens gehörenden, ebenfalls erhöht über dem Pustertal liegenden Fraktion Hofern.
Hinter den Siedlungsflächen steigt das Gemeindegebiet zu den Bergen der südlichen Zillertaler Alpen an, darunter zum Kamm der Pfunderer Berge, der das untere Pustertal vom Mühlwalder Tal trennt und die Gemeindegrenze zu Mühlwald trägt. Gegliedert wird das Gebiet durch zwei von der Mittelgebirgsterrasse ansteigende Täler: das Terner Tal (auch Terentental) und das Winnebachtal. Zu den bedeutendsten Gipfeln Terentens zählen die Eidechsspitze (2738 m), die Hochgrubbachspitze (2809 m), der Graunock (2827 m), die Kempspitze (2704 m) und der Reisnock (2663 m).

## Geschichte
Die ersten Hofstätten wurden zur Zeit der bajuwarischen Besiedlung des Pustertales, im 6. Jh. n. Chr., errichtet. Man besiedelte zunächst die günstigeren Lagen und stieß dann durch Rodung bis an die Waldgrenze vor; die Rodungsarbeit wurde etwa um 1350 abgeschlossen. Die Besiedlung erfolgte wahrscheinlich durch eine ganze Siedlerschaft (nicht von einem einzigen Hof aus), und zwar entlang der heutigen Hauptstraße. Größere Siedlungseinheiten sind zum Teil heute noch erkennbar durch die Eschenumzäunung. In späterer Zeit entstanden die Höfe an den Randlagen, die im Mittelalter zumeist als Lehensgüter aufscheinen. So entstand das Terenten kennzeichnende Bild einer Streusiedlung, das typisch bajuwarisch ist. Im Mittelalter entstanden bei Terenten zwei Burgen: die Aschburg (⊙) und Pflang (auch Waldschlössl, Guggnschlössl, ⊙).
Seit dem 14. Jahrhundert, genauer seit 1425, gehörte Terenten zum Gericht Schöneck (früher Gericht Rodeneck), dem Verwaltung und Gerichtsbarkeit für mehrere Unterpustertaler Gemeinden oblagen. Als zu Beginn des 19. Jahrhunderts der administrative und judikative Bereich im Sinne der Gewaltenteilung getrennt wurde, kam Schöneck unter staatliche Verwaltung. Anstelle der Gerichte entstanden als staatliche Verwaltungseinheiten die Gemeinden. Seit 1811 wurden Gemeinderäte und -ausschüsse gewählt. Der erste Gemeindevorsteher in Terenten war Georg Engl, Hasenwirt, der 1821 urkundlich genannt ist.
1850 erfolgte die Eingemeindung von Margen. 1929, zur Zeit des Faschismus, wurde in Rom die Fusion der Gemeinden Terenten und Pichlern beschlossen. Bis zu diesem Zeitpunkt war Pichlern eine eigenständige Gemeinde. 1968 erfolgte die Aufnahme der Gemeinde Terenten in die Talgemeinschaft Pustertal, heute Bezirksgemeinschaft Pustertal.

### Ortsname

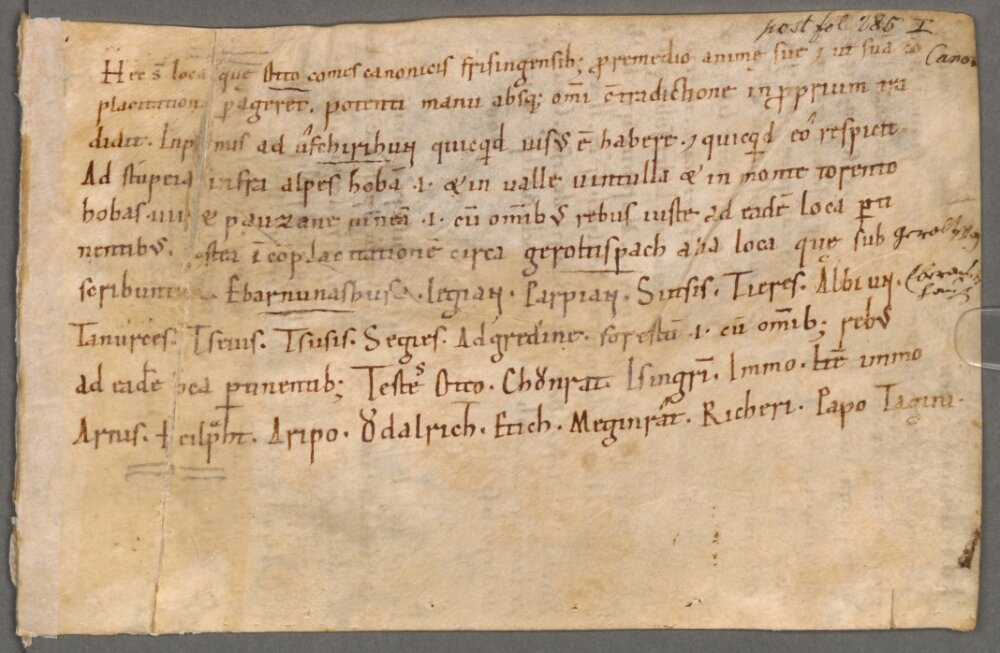
Erstnennung Terentens im Freisinger Traditionsbuch (Ende 4. Zeile)

Der Name Terenten leitet sich aus dem lateinischen „torrentes“ (= Wildbäche, Sturzbäche) ab. Mit dieser Bezeichnung wird wahrscheinlich dem Umstand Rechnung getragen, dass die ursprüngliche Siedlung zwischen zwei Bächen, dem Terner- und dem Winnebach, gelegen ist. Diese Ortsbezeichnung ist also romanischen Ursprungs und weist damit auf die vordeutsche Siedlungstätigkeit hin. Um die Jahrtausendwende wurden diese romanischen Ortsnamen durch eine althochdeutsche Lautform bzw. durch althochdeutsche Endungen ersetzt. Die Endungen „-um“ und „-un“ (Torentum oder Torentun) werden schließlich zum heutigen „-en“.
Um 993/94–1005 wird Terenten erstmals urkundlich erwähnt. Die Nennung findet sich auf einem im Traditionsbuch des Bistums Freising eingehefteten Einzelakt, womit Graf Otto  dem Bischof Gottschalk von Freising viele Güter in Südtirol, darunter auch „in monte Tôrento hobas IIII“ (= 4 Huben in Terenten), übergibt. Die nächste Nennung stammt aus der Zeit zwischen 1115 und 1125: Die Brüder Heinrich und Morhart schenken dem Domkapitel von Brixen „predium in monte Torentum situm“ (= ein Gut, gelegen auf dem Berg Terenten). In anderen Quellen des Mittelalters ist die Rede von Torenten, von Torentum mons, Torent oder Torend, Torinten, Thorente, Torenden usw.
Der Flurname findet sich häufiger in Tirol. Der Name von Tarrenz in Nordtirol geht auf den Singular „torrens“ desselben Wortes zurück.

## Politik

### Bürgermeister
Bürgermeister seit 1952:
- 1952–1960 Anton Schmid
- 1960–1964 Adolf Unterpertinger
- 1964–1969 Josef Unterpertinger
- 1969–1974 Josef Schmid
- 1974–1990 Manfred Schmid
- 1990–2009 Josef Weger
- 2010–2015 Manfred Schmid
- 2015–0000 Reinhold Weger

### Wappen
Seit 1969 führt die Gemeinde ein eigenes Wappen. Es weist einen „in Rot nach Rechts stehenden Karrenpflug“ auf. Das Wappen trägt dem ausgedehnten Feldbau in Terenten Rechnung. Das Wappen wurde 1969 vom Gemeinderat genehmigt. Der Regionalausschuss erteilte seine Zustimmung.

### Partnerschaften
Seit 1989 besteht eine Verschwisterung mit der hessischen Gemeinde Edermünde (Deutschland).

## Bevölkerung
Terenten ist gemäß den erhobenen Sprachgruppenzugehörigkeitserklärungen bzw. Sprachgruppenzuordnungserklärungen eine weitgehend deutschsprachige Gemeinde. Als Berechnungsgrundlage der folgenden Prozentwerte wurden die gültigen Erklärungen von Personen mit italienischer Staatsbürgerschaft herangezogen.
| Sprache     | 1981    | 1991    | 2001    | 2011    | 2024    |
| ----------- | ------- | ------- | ------- | ------- | ------- |
| Deutsch     | 99,92 % | 99,35 % | 99,41 % | 99,40 % | 99,05 % |
| Italienisch | 0,00 %  | 0,50 %  | 0,53 %  | 0,54 %  | 0,71 %  |
| Ladinisch   | 0,08 %  | 0,14 %  | 0,07 %  | 0,06 %  | 0,24 %  |

## Bildung
In Terenten befindet sich eine Grundschule, die dem deutschen Schulsprengel der Nachbargemeinde Vintl angeschlossen ist.

## Sehenswertes

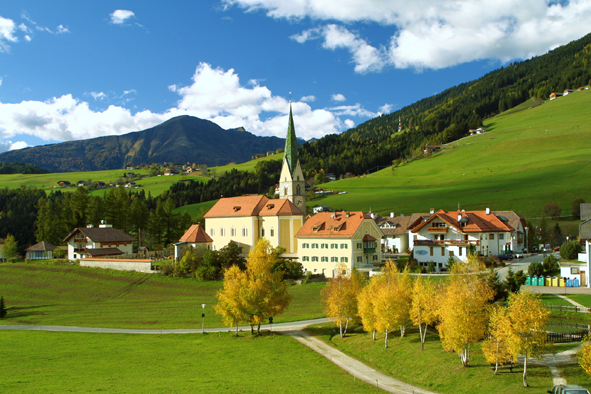
Pfarrkirche zum Heiligen Georg

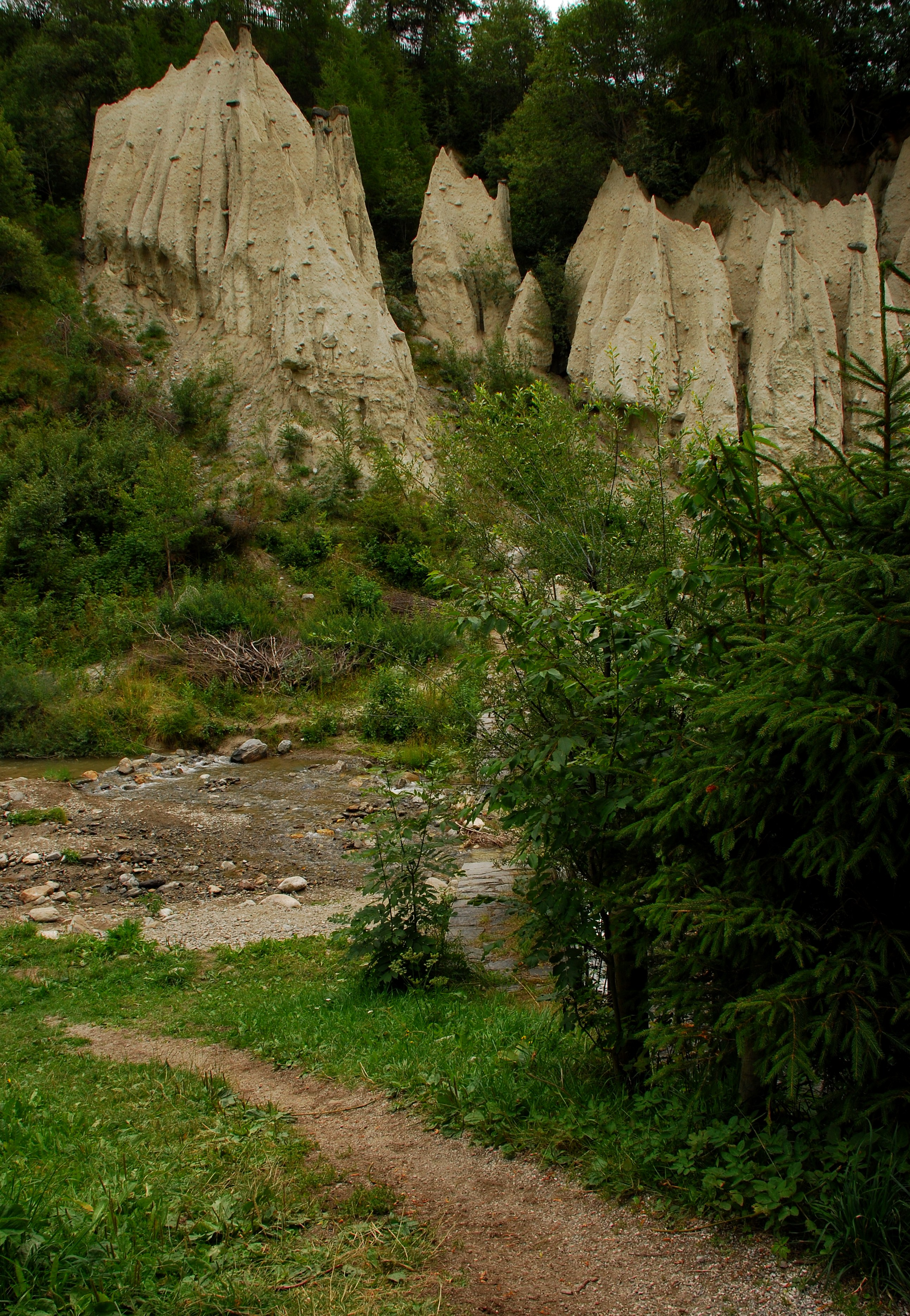
Ansicht der Erdpyramiden bei der Jausenstation Jennewein

- Pfarrkirche St. Georg in Terenten (1362 erstmals erwähnt, Langhaus von 1683/84, 1848 bis 1850 neoromanische Umgestaltung, Deckengemälde von Christoph Brandstätter)
- St. Zeno in Pein (erbaut 12. oder 13. Jh., Turm von 1794/95, Malereien von Johann Mitterwurzer, Glocke von 1539), mit Bittgang (Kreuzwegstationen)
- St. Margareth in Margen (1309 erstmals erwähnt)
- Mühlenlehrpfad am Terner Bach
- Schausägewerk „Asen-Säge“, im Jahr 2005 saniert
- Biotop „Pirchner-Moos“
- Die Terner Erdpyramiden, mit Wanderweg
- Der jährliche Almabtrieb mit Sennerball im Oktober

Mit den Erdpyramiden verbunden ist ein Ereignis, das den Ort im Jahr 1837 besonders berührte; das Material, aus dem diese entstanden, stammt aus Moränenablagerungen aus der letzten Eiszeit. Die Ablagerungen sind im unteren Bereich mit größeren Steinen und Blöcken aus Granit und Schiefer zersetzt, im oberen Bereich stammt es aus leicht erodierbarem Material. Im besagten Jahr 1837 wurde die Gegend durch ein gewaltiges Unwetter berührt, durch dessen Folge der Terner Bach 3 Wohnhäuser, 16 Mühlen, 13 Stampfen, eine Schmiede sowie eine Säge mit sich fortriss, wobei 13 Menschen zu Tode kamen. Durch das Unwetter kam es zum Anbruch des Hanges; aus dem Material, welches mit Steinen und Blöcken zersetzt war, kam es in Folge durch weitere Erosionen zu den heute als Sehenswürdigkeiten bestaunten Erdpyramiden. Wo keine Steine inbegriffen waren, können heute Grate und Rippen bestaunt werden. Durch die Verbauung des Terner Baches ist eine weitere Vertiefung der Erdpyramiden nicht mehr möglich (Quelle: Infotafel an der Jausenstation Jennewein).

## Wirtschaft
Die Wirtschaft in Terenten ist geprägt durch die jahrhundertealte Tradition in der Landwirtschaft. Noch heute bearbeiten weit über hundert landwirtschaftliche Betriebe Grund und Boden. Im Mittelpunkt stehen dabei heute vor allem die Viehwirtschaft und die Milchwirtschaft. Noch bis vor wenigen Jahrzehnten wurde vor allem Getreide angebaut und in den vielen Mühlen zu Mehl verarbeitet. Viele der Mühlen, vor allem jene am Terner Bach, sind heute noch erhalten. Diese bäuerliche Tradition soll mit der Initiative "’s Terner Schmelzpfandl" wieder belebt, und der Bevölkerung zugänglich gemacht werden.
Zudem ist in den letzten Jahrzehnten eine rege Handwerkstätigkeit in Terenten entstanden. Voraussetzung dafür war die Erschließung der Gemeinde durch die Pustertaler Sonnenstraße (Vintl – Terenten – Pfalzen). Heute bieten die vielen Betriebe, vor allem in den Sektoren Bauwirtschaft und Holzwirtschaft, in den Handwerkerzonen Terenten und Pichlern vielen Einheimischen und Pendlern Arbeit und tragen zum wirtschaftlichen Wohlstand in Terenten bei.
Sehr große Bedeutung hat, wie in fast allen Gemeinden Südtirols, der Tourismus. Eine Vielzahl an Hotels, Pensionen und privaten Zimmervermietern bieten verschiedene Übernachtungsmöglichkeiten an.

## Wissenswertes
- Terenten war eine der ersten Gemeinden Südtirols, die ein Fernheizwerk errichtet hat. Die letzte Erweiterung des Netzes wurde im Jahr 2006 abgeschlossen. Eine weitere Erweiterung wurde im Jahr 2007 durchgeführt.
- In Terenten steht zurzeit eine der größten Biogasanlagen Südtirols. Sie wurde von der Genossenschaft Agrarenergie Terenten Gen. m. b. H., gegründet von Terner Bauern, errichtet und ging im Jänner 2006 in Betrieb. Sie wurde im September 2006 offiziell eingeweiht.
- Die Gemeinde Terenten hat mit der Gemeinde Vintl und der Landesenergiegesellschaft Südtirol (SEL AG, inzwischen Alperia) ein Wasserkraftwerk errichtet. Auch die Führung und Verwaltung wird von den drei Eigentümern durchgeführt. Standort des Krafthauses ist in Vintl, wo der Winnebach in die Rienz mündet. Hierfür wurde  die E-Werk Winnebach Konsortial G.m.b.H. gegründet. Das Werk wurde im Juli 2009 offiziell eingeweiht und in Betrieb genommen.
- Die Gemeinde Terenten ist Mitglied des Klimabündnisses.
- Terenten gehört zum Tourismusverband der Krontour, sprich zum Gebiet des Kronplatz.
- Terenten verfügt auch über einen eigenen Skilift.

## Bedeutende Persönlichkeiten aus Terenten
- Simon Aichner, Fürstbischof von Brixen
- Generalvikar Franz Schmid
- Domdekan Josef Schmid: Josef Schmid kam am 26. Februar 1810 als Sohn des Michael Schmid, Wiedenhofbauer in Terenten, zur Welt. Weil er in der Volksschule schon große Begabung zeigte, schickte man ihn an das Gymnasium nach Brixen, wo er auch Theologie studierte. Im Jahr 1835 empfing er die Priesterweihe. Nachdem er viele Jahre in der Seelsorge tätig war, berief man ihn 1874 in das Brixner Domkapitel, in dem er bis zum Domdekan vorrückte. Er starb am 21. März 1886.
- Georg Schmid, Dompropst: Georg Schmid kam am 4. April 1856 als Sohn des Raffaltbauern in Terenten zur Welt. Er studierte am Vinzentinum und Priesterseminar in Brixen und wurde am 25. Juli 1880 zum Priester geweiht. Zunächst wirkte er als Kooperator in verschiedenen Pfarreien, bis er 1892 nach Rom ging und das Doktorat in Theologie und Kirchenrecht erwarb. Im Jahre 1895 erhielt er die Pfarre St. Jakob am Arlberg, 1899 wurde er Pfarrer und Dekan in Stilfes, als welcher er 15 Jahre erfolgreich wirkte. In dieser Zeit beschäftigte er sich auch mit archivalischen Studien; er veröffentlichte die Urkunden- und Aktenregesten aus dem Dekanats-Archiv Stilfes von 1300 bis zum Jahre 1810. Im Jahre 1914 wurde er Dekan der Pfarre Brixen. Am 1. Februar 1925 wurde Schmid zum Dompropst in Brixen ernannt, wo er am 1. September 1933 verstarb.
- Pater Franz S. Mayr: Am 12. August 1867 wurde Mayr beim Moser in Pein geboren. Der damalige Seelsorger schickte ihn an das Vinzentinum nach Brixen. Im Jahre 1889 trat Mayr in die St.-Benedikt-Missionsgenossenschaft zu Sankt Ottilien in Bayern ein. Dort vollendete er seine theologischen Studien und feierte dann auch in der dortigen Missionshauskirche sein erstes hl. Messopfer im Jahre 1890. Bald danach wurde er von seinen Oberen als Missionar nach Daressalam in Ostafrika geschickt, wo er seit Februar 1891 als Apostolischer Präfekt die Mission leitete, die neuen Missionsbauten vollendete und auf weiten und beschwerlichen Reisen viele Kinder aus der Sklaverei durch Loskauf befreite. Er setzte sich mit großem Engagement für die Gleichberechtigung der schwarzen Bevölkerung ein. Im selben Jahre befiel ihn das gelbe Fieber, dem er am 21. Oktober 1891 erlag.